# Kossiwa Monsila
Kossiwa Monsila est une femme politique togolaise. Elle est l'une des six femmes élues au Parlement du Togo en 1979 ; les autres étant Abra Amedomé, Cheffi Meatchi, Essohana Péré, Zinabou Touré et Adjoavi Trenou.